# Mohrsville
Mohrsville est une census-designated place située dans le comté de Berks, dans le Commonwealth de Pennsylvanie, aux États-Unis. Sa population s’élevait à 383 habitants lors du recensement de 2010.